# Saudi-Arabiens Grand Prix
Saudi-Arabiens Grand Prix er et Formel 1-løb, som bliver kørt på Jeddah Corniche Circuit i Jeddah, Saudi-Arabien. Løbet blev kørt for første gang i 2021.

## Vindere af Saudi-Arabiens Grand Prix
| År   | Kører          | Konstruktør         | Rapport |
| ---- | -------------- | ------------------- | ------- |
| 2021 | Lewis Hamilton | Mercedes            | Rapport |
| 2022 | Max Verstappen | Red Bull-RBPT       | Rapport |
| 2023 | Sergio Pérez   | Red Bull-Honda RBPT | Rapport |
| 2024 | Max Verstappen | Red Bull-Honda RBPT | Rapport |
| 2025 | Oscar Piastri  | McLaren-Mercedes    | Rapport |